# Wiesenfeld (Geisa)
Wiesenfeld ist ein Ortsteil der Stadt Geisa im Wartburgkreis in Thüringen.

## Lage
Wiesenfeld liegt westlich von Geismar; die Flur bindet westlich an die hessisch-thüringische Landesgrenze an, die von 1949 bis 1990 die Innerdeutsche Grenze war. Am östlichen Ortsrand verläuft die Landesstraße 2603 und verbindet Wiesenfeld mit den Nachbarortsteilen und der Kernstadt. Das Umland gehört zur Thüringer Rhön und liegt im Biosphärenreservat Rhön. Die geographische Höhe des Ortes beträgt 312 m ü. NN.

## Geschichte
Zwischen 822 und 842 wurde der Ortsteil erstmals urkundlich erwähnt. 1150 wurde der Name Wiesenfeld (Wisentfeld) in einer Urkunde des Abts Markward des Klosters Fulda (1150–1168) genannt. Markward bestimmte darin, dass nach der Wiedererlangung des Ortes Wiesentfeld (vermutlich war es verpfändet) die dort zustehenden Einkünfte aus dem Klostergut direkt zum Unterhalt der Mönche (in Rasdorf ?) abzuführen seien.
Die Adelsgeschlechter des Rockenstuhler Amtes zählte zum Buchischen Adel, sie waren Vasallen des Klosters Fulda und dienten den jeweiligen Äbten als Krieger, Verwalter und Gerichtsherren. Ein im Ort Wiesenfeld ansässiges Adelsgeschlecht tritt mit Bertold de Wiesenfelt als Burgmann auf der Burg Fürsteneck bei Eiterfeld in Erscheinung:  „.. und dem selben wies er zur Besserung seines Burglehens 15 Acker auf dem Berg Schederolf zu.“ Es folgte später in diesem Lehen die Nachfahren Tylo von Wiesenfeld, von welchem es auf seinen Enkel Hermann von Aldenburg im Jahre 1451 überging.
Im benachbarten Geismar hatten Heinrich, Hans und Berld von Wiesentfelt ein Gut, von dem sie 1378 an das Stift St. Michael in Fulda Getreide (Korn und Hafer) verkaufen. Mit Zustimmung ihres Bruders verkauft Adelheid von Wisenpffelt – die Witwe Berlds (Bertolds von Wiesenfeld), 1405 das in Geismar befindliche Gut, genannt „das am Ende Gut“, für 50 Gulden an den Kaplan der Burg Rockenstuhl, Heinrich Friedrich.
Mit Tylo von Wiesenfeld erlebte das Geschlecht seine Blüte. Der in hohem Ansehen stehende Ritter verfügte über eine Kemenate in Eiterfeld, wo er wiederum zu den Burgmannen von Fürsteneck zählte, auch zwei Güter in Reckrode, zwei Höfe in Taft (Tafta), ein Gut in Hausen (Husin), sieben Güter und zwei Höfe in Geismar, je ein Hof in Schleid und Borsch, das Stammgut in Wiesenfeld und zwei Hofstätten in Rodeches.
Nach örtlicher Überlieferung befand sich das „Schloss“ der Herren von Wiesenfeld im Bereich des Gehöftes Nr. 21, es wurde 1824 umgebaut und erhielt ein Obergeschoss. Im Winkel zum massiven Hauptgebäude stand der Pferdestall und eine Scheune. Diese auch als herrschaftliche Domäne bezeichnete Hofstätte lag auf der höchsten Stelle des Dorfes. Gegenüber befand sich das Gemeindehaus und ein Glockenstuhl mit dem Glöcklein.
Mitte des 16. Jahrhunderts war das Geschlecht der Herren von Wiesenfeld (im Ort) ausgestorben. Nach örtlicher Überlieferung spendete die letzte Witwe ihr Vermögen, um eine freie Aufnahme im Geisaer Hospital zu erhalten, sie verbrachte dort ihren Lebensabend in Pflege und ohne Not. Eine noch zu diesem Hospital gefundene Urkunde erwähnt, das die Gemeinde Wiesenfeld dem Hospital 600 Gulden geliehen haben. Der Besitz der Wiesenfelder Ritter fiel nur zum Teil an den Fuldaer Abt. Eine im Staatsarchiv Marburg gefundene Urkunde erwähnt zu den Besitzungen der Nachkommen eines Valentin von Geisa auch ... zwei Güter der zu Wiesenfelt mit allen Zugehörungen und die Mühle als fuldisches Lehen.  Bereits 1421 beeiden der Fuldaer Abt Johann und Vertreter des buchischen Adels einen Vertrag mit der Gemeinde Wiesenfeld „zum ewigen Satz“.
Ab dem 15. Jahrhundert sind in Akten beurkundete Immobilienverkäufe und Testamente zu weiteren Gütern in Wiesenfeld belegbar, sie wurden im Bestand des „Eisenacher Archivs“ dem Hauptstaatsarchiv Weimar übergeben. Die Zersplitterung der für Wiesenfeld erteilten Rechte und Besitzungen wuchs in den folgenden zwei Jahrhunderten zu einem unüberschaubaren Beziehungsgeflecht aus. Schon im 16. Jahrhundert hatten etwa 15 Adelsgeschlechter und die Stadt Geisa in Wiesenfeld Rechte und Besitz, die Mehrzahl lag miteinander in Fehde, was zu ständigen Streitigkeiten und soziale Spannungen führte. Mit der Vakanz wurde auch die Niedere Gerichtsbarkeit neu vergeben. 1584 war Wiesenfeld durch das Stift von Fulda an einen Zweig derer „von der Tann“ verliehen. Ihnen gegenüber stand die einflussreiche Adelssippe der Herren von Völkershausen, die ab 1646 als Gerichtsherren von Wiesenfeld auftreten. Im 17. und 18. Jahrhundert gelang es den von Völkershausen Wiesenfeld zu großen Teilen in ihren Besitz zu bekommen. Für das Jahr 1625 können in Wiesenfeld nach der Türkensteuerliste für das Amt Rockenstuhl 40 Hofreiten nachgewiesen werden.
Über die sozialen Verhältnisse des Ortes Wiesenfeld können erst ab dem 19. Jahrhundert eigene Unterlagen aus den Gemeindebüchern vorgelegt werden, da die Geisaer Amtsarchiv in den Jahren 1853 und 1883 durch Brände große Verluste aufweisen. Bis 1881 war der Ort nach Geisa eingepfarrt.
Durch den Wiener Kongress 1815 wurde Geisa mit seinem Umland dem Großherzogtum Sachsen-Weimar-Eisenach zugeordnet und lag nun im Grenzgebiet zu Hessen. Die traditionelle Bindung an Fulda blieb durch die katholische Religionszugehörigkeit erhalten.
Der Ort Wiesenfeld war im 19. Jahrhundert durch Plünderungen beim Rückzug der Napoleonischen Truppen und seine spätere Grenzlage wirtschaftlich verarmt. Die Bevölkerung wuchs jedoch an und suchte im Branntweinschmuggel eine neue Erwerbsquelle. Wiesentaler Handwerker und Fuhrleute hatten mit Nordhäuser Branntweindestillen einen florierenden Spirituosenhandel aufgebaut. Der oft minderwertige Schnaps wurde in das angrenzende hessische Gebiet eingeschmuggelt. In dieser Zeit erhielt der Ort den Necknamen „Klein Nordhausen“ Ursprünglich hatte man in Wiesental mehrere Obstbaumplantagen für den Eigenbedarf angelegt und zeitweise Obstbrände selbst herstellen können. Unwetter und Schädlinge hatten diese Obstbaumpflanzungen ruiniert. Die durch die staatlichen Behörden unternommenen Versuche, den Schmuggel zu unterbinden, scheiterten kläglich und führten zugleich zu einer sozialen Destabilisierung im Ort, da sich viele mittellose Einwohner von Wiesenfeld am lukrativen Schnapshandel beteiligten. Der Ort verlor durch verschiedene Vorkommnisse die angeforderte staatliche Unterstützung, so wurden auch die von der Großherzoglichen Finanzverwaltung angeforderten Gelder für den Bau einer eigenen Kirche verweigert. Erst 1881 konnte der Bau der Dorfkirche – zunächst als Kapelle bezeichnet, verwirklicht werden. Die Baugenehmigung wurde dem Geisaer Dechant Leonard Vogt gewährt, der das Projekt als „Privatkapelle“ bewilligt bekam. Die Bauarbeiten verzögerten sich wegen der Finanzierungsprobleme, die Kirche konnte erst 1887 eingeweiht werden. Zum Bau der ersten Schule wurden ab 1841 Abgaben und Spenden gesammelt, noch im gleichen Jahr begann der Bau, doch erst 1843 fand der erste Unterricht statt. Diese Schule war bis 1904 in Nutzung und wurde in diesem Jahr durch einen Neubau ersetzt. Am 25. Januar 1922 erhielten die ersten Wiesenfelder Häuser Anschluss an die Stromversorgung. Der Friedhof des Ortes wurde 1933 eingeweiht.
Nach dem Zweiten Weltkrieg lag Wiesenfeld unmittelbar an der Innerdeutschen Grenze. Aus diesem Grund wurden am 5. Juni 1952 im Rahmen der Aktion Ungeziefer Einwohner des Ortes zwangsumgesiedelt. Noch in der Nacht flohen 18 Familien sowie Einzelpersonen über die innerdeutsche Grenze in den Westen. Am 14. August 1962 kam es in der Gemarkung Wiesenfeld im Bereich der Grenze zum schwersten Schusswechsel zwischen Angehörigen der Grenztruppen der DDR und dem Bundesgrenzschutz. Dabei wurde der Grenztruppen-Hauptmann Rudi Arnstadt erschossen. Der Todesschütze Hans Plüschke wurde seinerseits 1998 ermordet. Der Fall ist bis heute unaufgeklärt. Die 1872 erbaute Mühle wurde 1971 im Zuge der Grenzsicherung entlang der Innerdeutschen Grenze abgerissen.
Am 1. April 1991 votierten die Bürger von Wiesenfeld mit 90 % für die Eingemeindung in die Stadt Geisa. Die Einwohnerzahl bewegte sich von 1815 bis 1950 zwischen 224 und 306, während im Jahr 2000 noch 162 Einwohner gezählt wurden. Am 1. Januar 2022 lebten 152 Menschen im Ort.